# Fältvall
Fältvall eller glacis kallas inom fortifikationen en framför en befästnings yttergrav anlagd låg flack vall för att ta bort döda vinklar närmast framför bröstvärnet samt att dölja och skydda i graven anbragta hinder och i någon mån även själva befästningen, särskilt eskarpmuren. Finns en betäckt väg, anläggs ofta framför dess fältvall en förgrav för att skapa hinder och framför den en yttre fältvall. Någon gång uteslöts den betäckta vägen och den vanliga fältvallen, och i stället gjordes yttre gravbranten långsluttande – så kallad motlutande fältvall (glacis en contre-pente) – för att underlätta motanfall.

## Källa
1. ↑  Fältvall i Nordisk familjebok (andra upplagan, 1908)